# Vinzenz Pallotti University
Die Vinzenz Pallotti University (bis 2021 Philosophisch-Theologische Hochschule Vallendar (PTHV)) in Vallendar ist eine römisch-katholische Privatuniversität, die als Ordenshochschule der Pallottiner entstand. Sie wird als kirchlich und staatlich anerkannte wissenschaftliche Hochschule in freier Trägerschaft geführt.

## Geschichte
Vorläufer der heutigen Hochschule war eine 1896 gegründete Theologische Bildungsstätte, die 1896/97 in Koblenz-Ehrenbreitstein entstand, 1898 nach Limburg an der Lahn umzog und seit 1945 als Theologische Hochschule in Vallendar bei Koblenz ihren Standort hat. Errichtet und geleitet wurde die Ausbildungsstätte von der Ordensgemeinschaft der Pallottiner.
Die Ordenshochschule wurde durch Erlass des rheinland-pfälzischen Innenministeriums vom 11. September 1973 den Universitäten des Landes Rheinland-Pfalz gleichgestellt. 1974 wurde sie durch die römische Kongregation für das katholische Bildungswesen anerkannt und 1979 erhielt sie die staatliche Anerkennung als wissenschaftliche Hochschule in freier Trägerschaft. Seit 1978 wurde mit kirchlicher Genehmigung ein staatlich anerkannter Diplomstudiengang für Theologie durchgeführt. 1993 wurde die Ausbildungsstätte als Philosophisch-Theologische Hochschule der Gesellschaft des Katholischen Apostolates (Pallottiner), kurz PTHV, neu gegründet. Durch Dekret der römischen Bildungskongregation vom 7. Oktober 1993 wurde sie zur Theologischen Fakultät erhoben, die alle kirchlichen akademischen Grade mit kanonischen Wirkungen verleihen kann. Die staatliche Anerkennung der Lizentiatur und der Promotionsordnung folgte 1994. Im Jahr 1996 bekam die PTHV die kirchlich und staatlich anerkannte Befugnis zur Habilitation.
2005 wurde die Trägerschaft neu geregelt und zwischen den gemeinnützigen GmbHs Vinzenz Pallotti gGmbH Friedberg und St. Elisabeth gGmbH Waldbreitbach aufgeteilt, die den Ordensgemeinschaften der Pallottiner bzw. den Franziskanerinnen von Waldbreitbach zugeordnet und seitdem die beiden Gesellschafterinnen der Trägergesellschaft PTHV gGmbH waren. Gleichzeitig wurde neben der Theologenausbildung eine Fakultät für Pflegewissenschaft aufgebaut. 2009 wurde eine neue Grundordnung erstellt und durch die römische Bildungskongregation, das Bistum Trier sowie das Ministerium für Wissenschaft, Weiterbildung und Kultur in Mainz genehmigt. Durch Dekret des Großkanzlers der Hochschule, Fritz Kretz, des damaligen Generalrektors der Pallottiner, wurde die Hochschule im gleichen Jahr in eine Katholische Universität („Universitas Catholica“) umgewandelt und nannte sich „Philosophisch-Theologische Hochschule Vallendar. Kirchlich und staatlich anerkannte wissenschaftliche Hochschule in freier Trägerschaft“. Trägerin blieb die PTHV gGmbH mit Sitz in Vallendar. 2016 trat die Promotionsordnung zum Ph.D. in Kraft und 2017 wurden zusammen mit der überarbeiteten Grundordnung die neuen Ordnungen für den Magisterstudiengang, die Promotion und das Lizentiat in Kraft gesetzt.
Zum Jahresende 2020 stiegen die Waldbreitbacher Franziskanerinnen mit ihrer Marienhaus Holding GmbH (der früheren St. Elisabeth gGmbH) aus der Trägerschaft aus, was eine Neuausrichtung der Pallottinerhochschule zur Folge hatte. Nach den Vorgaben der Pallottinerprovinz wird die Fakultät für Pflegewissenschaft, auch angesichts eines veränderten Marktumfeldes, geschlossen und dafür neben der Theologischen Fakultät eine Fakultät für Humanwissenschaften mit Studiengängen zu Psychologie, Psychotherapie, Leadership, Coaching und Sozialer Arbeit aufgebaut, die im Oktober 2022 den Lehrbetrieb aufnahm. Dadurch soll nach Angaben der Hochschule die werteorientierte Forschung und Lehre gestärkt werden. Der Name der Hochschule wurde im Dezember 2021 geändert in Vinzenz Pallotti University.

## Ziele
Übergeordnete Ziele sind:
- die Bewahrung und Weiterentwicklung der Glaubenstradition des Christentums
- Vermittlung christlicher Werte
- die Wirkung als Integrations- und Kommunikationszentrum
- den Studierenden eine solide Ausbildung zu geben.

Es werden Kontakte zur benachbarten Wirtschaftshochschule WHU – Otto Beisheim School of Management, der Universität in Koblenz und der Hochschule Koblenz gepflegt.

## Fakultäten
An den Fakultäten können folgende akademischen Studienprogramme absolviert werden:
Theologische Fakultät
- Magister in katholischer Theologie (Mag. theol.)
- Lizentiat in katholischer Theologie (lic. theol.)
- Promotion in katholischer Theologie (Dr. theol.)
- Ph.D. (Doktoratsstudium)
- Habilitation in katholischer Theologie (Dr. theol. habil.)

Humanwissenschaftliche Fakultät
- Bachelor-Studiengang Psychologie (B.Sc.)
- Master-Studiengang Klinische Psychologie und Psychotherapie (M.Sc.)
- Master-Studiengang Leadership (M.A.)
- Master-Studiengang Coaching (M.A.)
- Promotion (Dr. phil.) und Habilitation (Dr. phil. habil.)

Alle akademischen Grade gelten auch im staatlichen Rechtsbereich.

## Weitere Institutionen im Haus
Dem Gebäude der Vinzenz Pallotti University sind weitere Institute und Einrichtungen angeschlossen. Darunter sind eine Ausbildungskommunität der Pallottiner, das Forum Vinzenz Pallotti, die Bibliothek der Vinzenz Pallotti University, das Institut für Wissenschaftliche Weiterbildung (IWW), das Ethik-Institut, das Kardinal Walter Kasper Institut, das Institut für Missionswissenschaft, das Institut für interkulturelle und interreligiöse Begegnung (IIIB) und das Institut für Theologie und Geschichte geistlicher Gemeinschaften, diesem zugeordnet ist als Arbeitskreis Pallottinische Forschung das Pallotti-Institut.

## Bekannte Absolventen
- Matthias Kopp (* 1968), Theologe und Öffentlichkeitsreferent